# Agrilus viridis
Agrilus viridis là một loài bọ cánh cứng trong họ Buprestidae. Chúng được tìm thấy khắp nơi ở châu Âu,thức ăn ưa thích của ấu trùng của chúng là gỗ của cây còn sống — thuộc các loài như parasitised, nhưng chúng làm tổ trên goat cây liễu (Salix caprea), dẻ gai (Fagus) và bạch dương (Betula). Thỉnh thoảng nó có thể là loài gây hại cho cây trồng.

## Hình ảnh

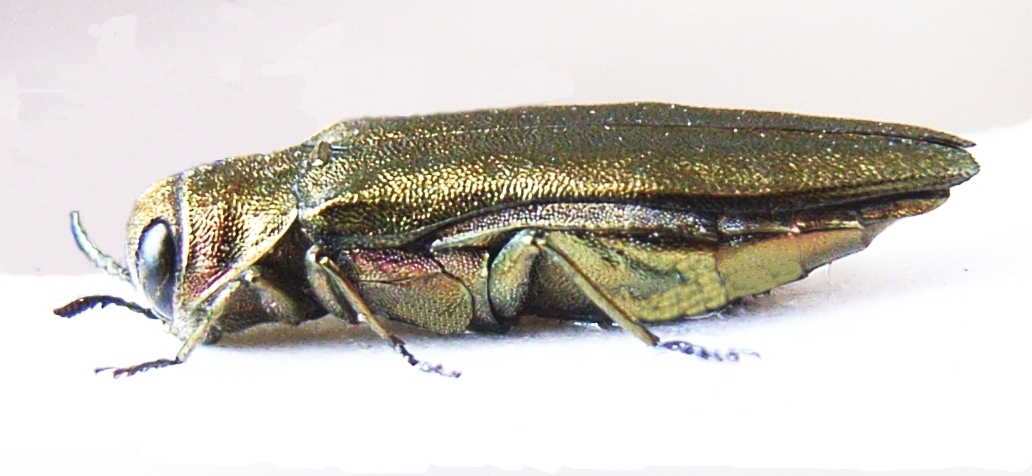
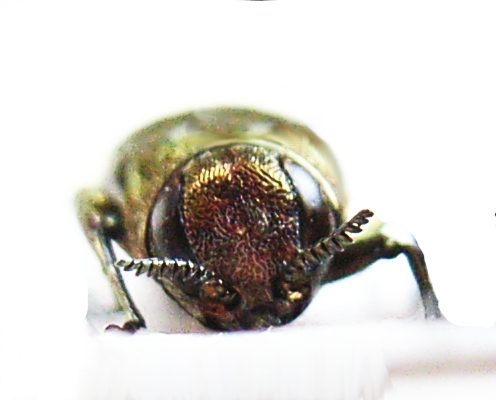
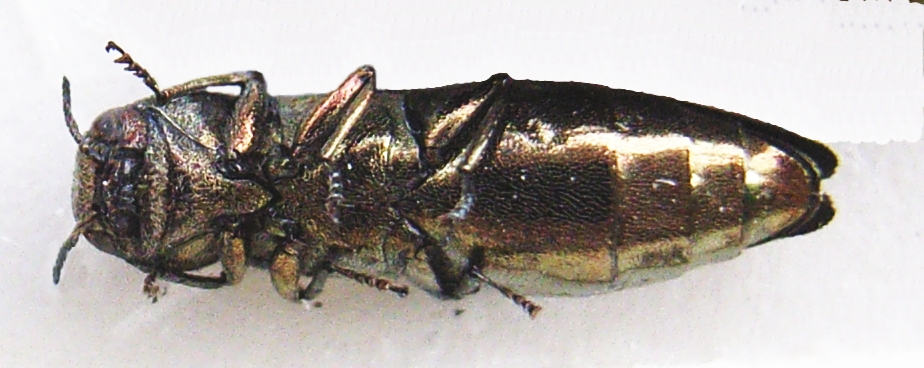
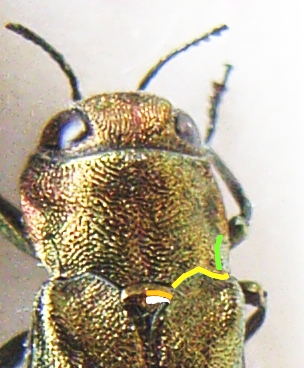